# Treron griveaudi
El vinago de las Comoras (Treron griveaudi) es una especie de ave columbiforme de la familia Columbidae endémica de las islas Comoras. Anteriormente se consideraba una subespecie del vinago malgache (Treron australis).

## Distribución y hábitat
El vinago de las Comoras actualmente se encuentra solo en la isla de Mwali, aunque problablente en el pasado también estuviera presente en otras islas de las Comoras como Ngazidja y Nzwani.
Se encuentra en los bosques tropicales y también en las plantaciones de cocoteros.

## Conservación
A pesar de estar legalmente protegido todavía hay caza ilegal. El bosque disponible solo ocupa el 5% de la isla, y las especies introducidas como las ratas pueden expoliar sus nidos. Se cree que su población es menor de unos 2500 individuos.